# پایگاه نیروی هوایی کورات رویال تای
پایگاه نیروی هوایی کورات رویال تای  (به انگلیسی: Korat Royal Thai Air Force Base) یک فرودگاه پایگاه نیروی هوایی است . این فرودگاه در کشور ایالات متحده آمریکا قرار دارد .